# 硝酸钯
硝酸钯是一种无机化合物，化学式为Pd(NO3)2，是钯形成的硝酸盐之一。该物质存在无水物和二水合物，这两种物质都是褐色的固体。

## 性质

### 物理性质
硝酸钯在常温下为褐色晶体，易溶于水和稀硝酸，溶液呈红褐色。在水中会发生水解。

### 化学性质
硝酸钯在常温下较稳定，受热易分解。具有强氧化性。
主要反应：
- 分解反应（受热分解产生氧化钯和二氧化氮）[5]：

{\displaystyle {\mathsf {2Pd(NO_{3})_{2}\ {\xrightarrow {350^{o}C}}\ 2PdO+4NO_{2}\uparrow +O_{2}\uparrow }}}
- 水解反应（产物与条件有关）：

{\displaystyle {\mathsf {Pd(NO_{3})_{2}+H_{2}O\ {\xrightarrow {}}\ Pd(NO_{3})OH\downarrow +HNO_{3}}}}
{\displaystyle {\mathsf {Pd(NO_{3})_{2}+2H_{2}O\ {\xrightarrow {100^{o}C}}\ Pd(OH)_{2}\downarrow +2HNO_{3}}}}
- 与酸反应（与浓盐酸反应产生氯钯酸和硝酸）：

{\displaystyle {\mathsf {Pd(NO_{3})_{2}+4HCl\ {\xrightarrow {}}\ H_{2}[PdCl_{4}]+2HNO_{3}}}}
- 与碱反应（与浓氢氧化钠反应可结晶生成氧化钯。）[6]：

{\displaystyle {\mathsf {Pd(NO_{3})_{2}+2NaOH\ {\xrightarrow {}}\ Pd(OH)_{2}\downarrow +2NaNO_{3}}}}
- 与氨水反应生成氨络物：

{\displaystyle {\mathsf {Pd(NO_{3})_{2}+6(NH_{3}\cdot H_{2}O)\ {\xrightarrow {}}\ [Pd(NH_{3})_{6}](NO_{3})_{2}+6H_{2}O}}}

## 制备
- 硝酸钯可由氧化钯水合物和稀硝酸反应得到。

{\displaystyle \mathrm {PdO\ +\ 2\ HNO_{3}\longrightarrow \ Pd(NO_{3})_{2}\ +\ H_{2}O} }
- 将钯溶于热的浓硝酸，经过过滤、浓缩、结晶、分离等一系列操作后也可以制得硝酸钯[7]。

## 用途
用为催化剂，使烯烃转化为二硝基酯。